# American Philosophical Society

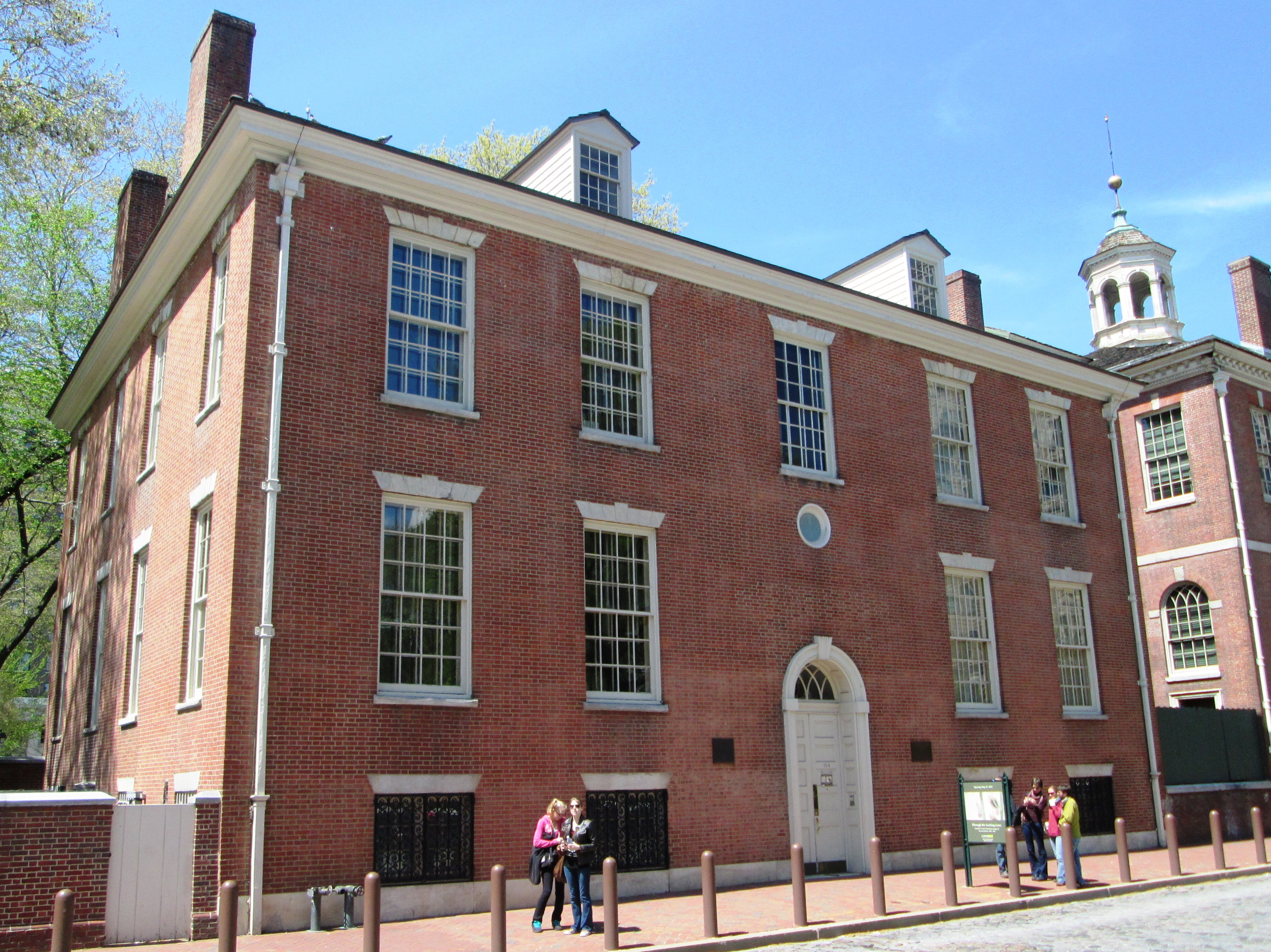
Prédio da American Philosophical Society, em Filadélfia.

A American Philosophical Society ("Sociedade Filosófica Americana") é um grupo de discussão fundado em 1743 por Benjamin Franklin, e sediada em Filadélfia, Pensilvânia, Estados Unidos. Publica uma revista, o Transactions of the American Philosophical Society, desde 1771, sendo que no presente distribui cinco edições por ano.
É uma organização acadêmica que promove o conhecimento nas ciências e humanidades por meio de pesquisas, reuniões profissionais, publicações, recursos de biblioteca e alcance da comunidade. Considerada a primeira sociedade erudita dos Estados Unidos, ela desempenha um papel importante na vida cultural e intelectual americana há mais de 270 anos.

Por meio de bolsas de pesquisa, periódicos publicados, uma extensa biblioteca e reuniões regulares, a sociedade continua a promover uma variedade de disciplinas nas ciências humanas e ciências. O Philosophical Hall, agora um museu, fica a leste do Independence Hall no Independence National Historical Park; foi designado um marco histórico nacional americano em 1965.